# رگ باتچر
رگ باتچر (انگلیسی: Reg Butcher؛ ۱۳ فوریه ۱۹۱۶ – ۳ اکتبر ۲۰۰۰) بازیکن فوتبال اهل بریتانیا بود.
از باشگاه‌هایی که در آن بازی کرده‌است می‌توان به باشگاه فوتبال لیورپول اشاره کرد.